# Saissetia discoides
Saissetia discoides är en insektsart som först beskrevs av Hempel 1900.  Saissetia discoides ingår i släktet Saissetia och familjen skålsköldlöss. Inga underarter finns listade i Catalogue of Life.